# オガサワラセセリ
オガサワラセセリ（小笠原挵、Parnara ogasawarensis）はチョウ目（鱗翅目）セセリチョウ科に属するチョウの一種。

## 概要
イチモンジセセリに非常に近縁。前翅が細く、先端がさらに鋭角的になるほかはほとんど差がみられない。雌は後翅の白斑が雄よりやや小さくなる。
小笠原固有種だが、昭和44・45年に小笠原の希少生物を天然記念物に指定した際には既に絶滅したものと考えられていたため、本種は天然記念物指定は受けていない。環境省指定希少種、後に準絶滅危惧（2000年版）→絶滅危惧II類（2007年版）。
食草はイネ科のオガサワラススキ・サトウキビなど。多化性で年中を通して見られるが、2月は非常に少ない。自然環境下での越冬態は不定、飼育下では終齢幼虫。
成虫は海岸から山間部にかけて生息し、すばやく飛翔する。花によく集まる。午後が活動のピーク。

## 分布
母島のみ。

## 保全状況評価
- 絶滅危惧IB類 (EN)（環境省レッドリスト）